# Bacchisa pallidiventris
Bacchisa pallidiventris là một loài bọ cánh cứng trong họ Cerambycidae.